# Sarphatistraat 5
Het gebouw Sarphatistraat 5 bestond uit een herenhuis aan Sarphatistraat te Amsterdam-Centrum.

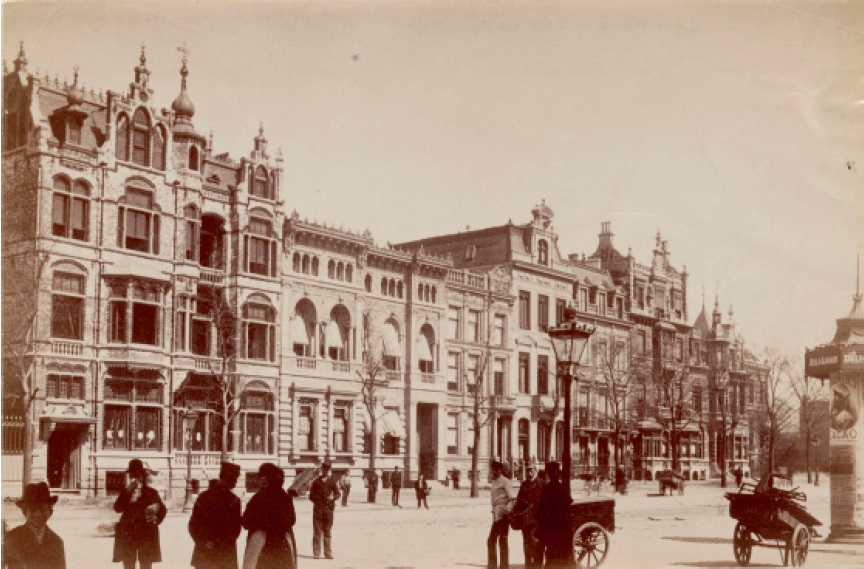
Opgenomen in een rijtje luxe woonhuizen Sarphatistraat 1-15

Het gebouw is ontworpen door Eduard Cuypers, de neef van Pierre Cuypers van het Rijksmuseum. Eduard Cuypers liet een gebouw neerzetten in de bouwstijl van de neo-Venetiaanse renaissance. Het gebouw had zowel balkons als loggias (intern balkon). Het was zowel binnen als buiten rijk geornamenteerd. Het werd gebouwd voor mevrouw Abigaël Teixeira de Mattos-Mendes (1840-1905), weduwe van bankier Isaac Eduard Teixeira de Mattos. Het gebouw overleefde de jaren zeventig van de 20e eeuw niet. Het werd samen met Sarphatistraat 1 en 3 gesloopt in 1972 om plaats te maken voor een gebouw van de WestlandUtrecht Hypotheekbank, dat in 2015 dienstdoet als bezoekersruimte van De Nederlandsche Bank.
Het gebouw Sarphatistraat 7 in dezelfde bouwstijl mocht in 1972 blijven staan en werd rijksmonument.